# Ruination
Albums de Job for a Cowboy
Genesis
(2007) Live Ruination (en)
(2010)
Ruination est le deuxième album studio du groupe de Death metal américain Job for a Cowboy. L'album est sorti le 7 juillet 2009 sous le label Metal Blade Records.
Environ 10 600 copies de l'album ont été vendues dès la semaine de sa sortie. L'album a débuté à la 42e position du classement Billboard 200.
Les paroles de l'album sont très basées sur la politique et principalement sur la dénonciation des abus de pouvoir, comme la quasi propagande des grandes chaines de presse, les problèmes des droits de l'homme. Ces thèmes étaient déjà abordés dans leur album précédent, Genesis, mais contrairement à celui-ci, Ruination n'est pas un album concept.

## Composition du groupe
- Jonny Davy – chant
- Alan Glassman – guitare
- Bobby Thompson – guitare
- Brent Riggs – basse
- Jon Rice – batterie

## Liste des titres
1. Unfurling a Darkened Gospel – 3:43
2. Summon the Hounds – 3:51
3. Constitutional Masturbation – 3:35
4. Regurgitated Disinformation – 4:46
5. March to Global Enslavement – 6:05
6. Butchering the Enlightened – 3:30
7. Lords of Chaos – 3:36
8. Psychological Immorality – 3:08
9. To Detonate and Exterminate – 3:22
10. Ruination – 4:55